# Vaclav Neubert
Pour les articles homonymes, voir Neubert.
Vaclav Neubert, né à Bratislava le 20 juillet 1917 et mort à Juvisy-sur-Orge le 7 avril 1996, est un peintre tchèque, naturalisé français le 10 janvier 1965.

## Famille
Il est le fils unique de Miroslav Neubert (14 mai 1883 - 14 juin 1964) et de Zdenka Kohoutova (20 août 1890 - 23 juillet 1976).
Afin de se différencier de son grand-père Vaclav Neubert (1852–1936) et de son oncle Vaclav Neubert (1884-1963), il est surnommé Vasa (prononcer Vasha).

## Biographie
Vaclav commence ses études à l’école de peinture Manes à Prague et suit les cours particuliers du peintre Josef Silhavy. Jeune dessinateur, il exécute à l’encre et au crayon des dessins de personnages antiques ou historiques parfois déformés jusqu'à la caricature. Il peint également à l’huile ses contemporains comme la future actrice tchèque Natasa Tanska en 1945.
C’est après guerre qu’il émigre à Paris ou il s’installe au Studio Picasso, 11 boulevard de Clichy.
Il peint notamment les portraits de Mme Merle Oberon, actrice britannique, à partir de 1947, Gérard Philipe, acteur français, en 1948 et de Sa Majesté le roi d’Angleterre George VI en 1949.
En 1949, il obtient le premier prix de Paris pour le Portrait ainsi que sa première publication associée et préfacée par l’académicien André Maurois,.
Pour le critique d’art Maximilien Gauthier, Vaclav Neubert est un artiste « puissamment individualisé, différent et original et un peintre qui aime dialoguer avec ses modèles ».
Vaclav devient ami des boxeurs Germain Perez, Marcel Cerdan et Georges Carpentier dont il fait un portrait en 1951. Ces premières œuvres ont été photographiées par Marc Vaux et sont consultables sur le fond Marc Vaux.

## Listes de ses expositions jusqu’à 1960 en France et à l'étranger
- Concours et exposition du portrait à la Grande galerie, rue du Faubourg-saint-Honoré, Paris, en 1949
- Exposition particulière à la maison des Arts, rue du Faubourg-saint-Honoré, Paris, en 1949
- Exposition de groupe, Deauville, en 1949
- Exposition Cinq portraitistes de Paris : Van Dongen, Charny, Kisling, Neubert, Berea à la galerie Hervé, Paris, en 1950Cinq portraitistes de Paris : Van Dongen, Charny, Kisling, Neubert, Berea
- Exposition de groupe à la Galerie Hervé au musée Galliera, Paris, en 1950
- Exposition de groupe à la galerie Mirador, place Vendôme, Paris, en 1951
- Exposition Célébrités et révélations au musée Galliera, Paris, en 1953
- Exposition de groupe à la Galerie Hervé, New York en 1955

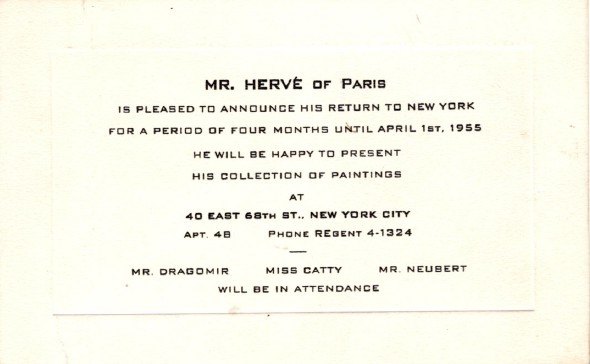
Exposition New York

- Exposition Galerie Bénéteau, Sao Paulo en 1956
- Exposition de groupe à la galerie Levin, Paris, en 1957
- Exposition de groupe à la galerie Rouge et noir, Juan-les-pins, en 1958
- Exposition de groupe à la galerie d’Art de Paris, rue du Faubourg-saint-Honoré, Paris, en 1959
- Exposition aux salons d’automne, Paris
- Exposition aux salons des indépendants, Paris

Il expose aussi à la galerie du Carlton et se tient à la disposition des clients afin d’exécuter leurs portraits.

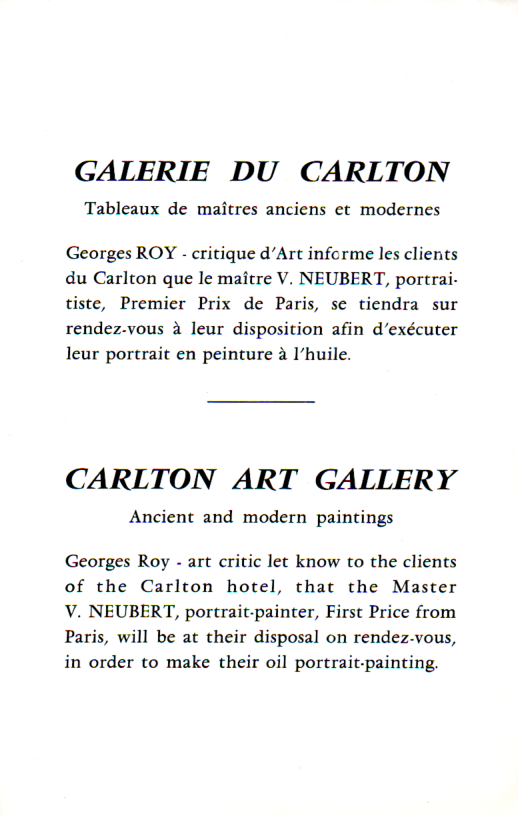
Galerie Carlton

Il devient alors le peintre des stars des années 50 et peint notamment les portraits de :
- Mme Ava Gardner, actrice  américaine, à partir de 1953
- Mme Elizabeth Taylor, actrice britannique, en 1954
- Mlle Luce Bona, mannequin de haute couture, en 1956
- Sa Majesté le roi de Thaïlande Rama IX, en 1960 pour l'ambassade de Thaïlande à Paris

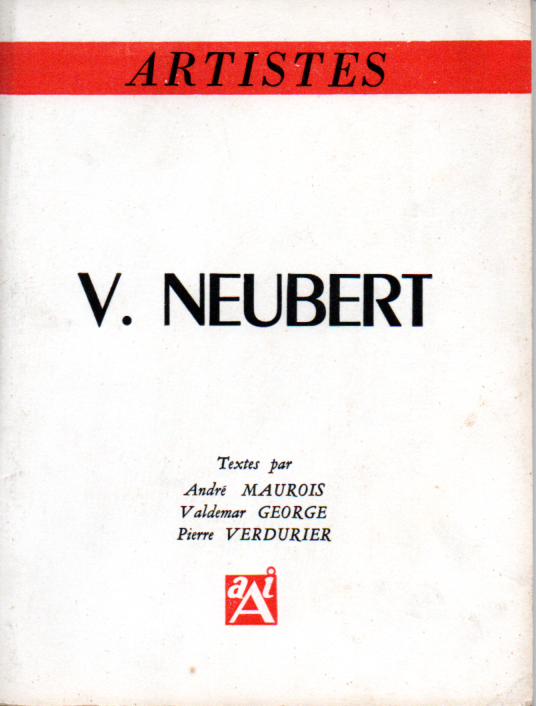
V. NEUBERT 1961

En 1961, la Collection de l’Actualité Artistique Internationale lui dédie une publication  Artistes, "V. NEUBERT" dans laquelle André Maurois, Waldemar George et Pierre Verdurier écrivent. 
Pour l’académicien André Maurois, Vaclav Neubert est « à la fois un peintre classique et moderne. Par choix, il peint surtout les portraits. Il recherche soit la beauté et la perfection (voyez son portrait d'Elizabeth Taylor ou d'Ava Gardner), soit à accentuer leur caractère et déformait ses modèles (voyez ses portraits de Merle Oberon ou de Gérard Philipe » sur le fond Marc Vaux).
Pour le critique d’art Waldemar George, « ces portraits sont des interrogations et des miroirs ardents ». Pour Pierre Verdurier, « ses bouquets ou ses paysages du midi inondés de lumière charme le spectateur ».
Vaclav compte parmi ses meilleurs amis, les peintres, Jean Calogero ou Lucien Potronat. Il se rend souvent dans le sud de la France avec ses amis et peint Nice, Marseille ou Les Baux de Provence.
Selon ses volontés, ses cendres ont été dispersées près de l’ancienne église Saint-Laurent à Eygalières.